# Tel al-Hawa
Tel al-Hawa (àrab: تل الهوى, Tall al-Hawà, lit. ‘Turó del Vent’) és un barri de la part sud de la ciutat palestina de Gaza. Fundada per l'Autoritat Nacional Palestina a finals de la dècada del 1990, Tel al-Hawa és una de les zones més riques de la ciutat. Conté la Universitat Islàmica de Gaza i el Ministeri de l'Interior de l'Autoritat Nacional Palestina.
Tel al-Hawa va ser antigament la seu de la Seguretat Preventiva Palestina, fins que Hamàs es va fer càrrec de la Franja de Gaza el 2007 i la va convertir en una comissaria de policia. Després de capturar el barri, els milicians de Hamàs el van rebatejar com «Tel al-Islam». La família Doghmush va retenir el periodista Alan Johnston a Tel al-Hawa fins que Hamàs va aconseguir el seu alliberament. El barri va ser greument danyat a la Guerra de Gaza, amb el nom en clau «Operació Plom Fos» per Israel. Va ser l'escenari d'alguns dels combats més ferotges de la guerra. Desenes de combatents de Hamàs van morir o van resultar ferits, i diversos soldats de les FDI també van resultar ferits. Van morir-hi 12 civils.